# Corylopsis glabrescens
Corylopsis glabrescens (Franch. & Sav., 1878) è una pianta appartenente alla famiglia delle Hamamelidaceae, endemica del Giappone.

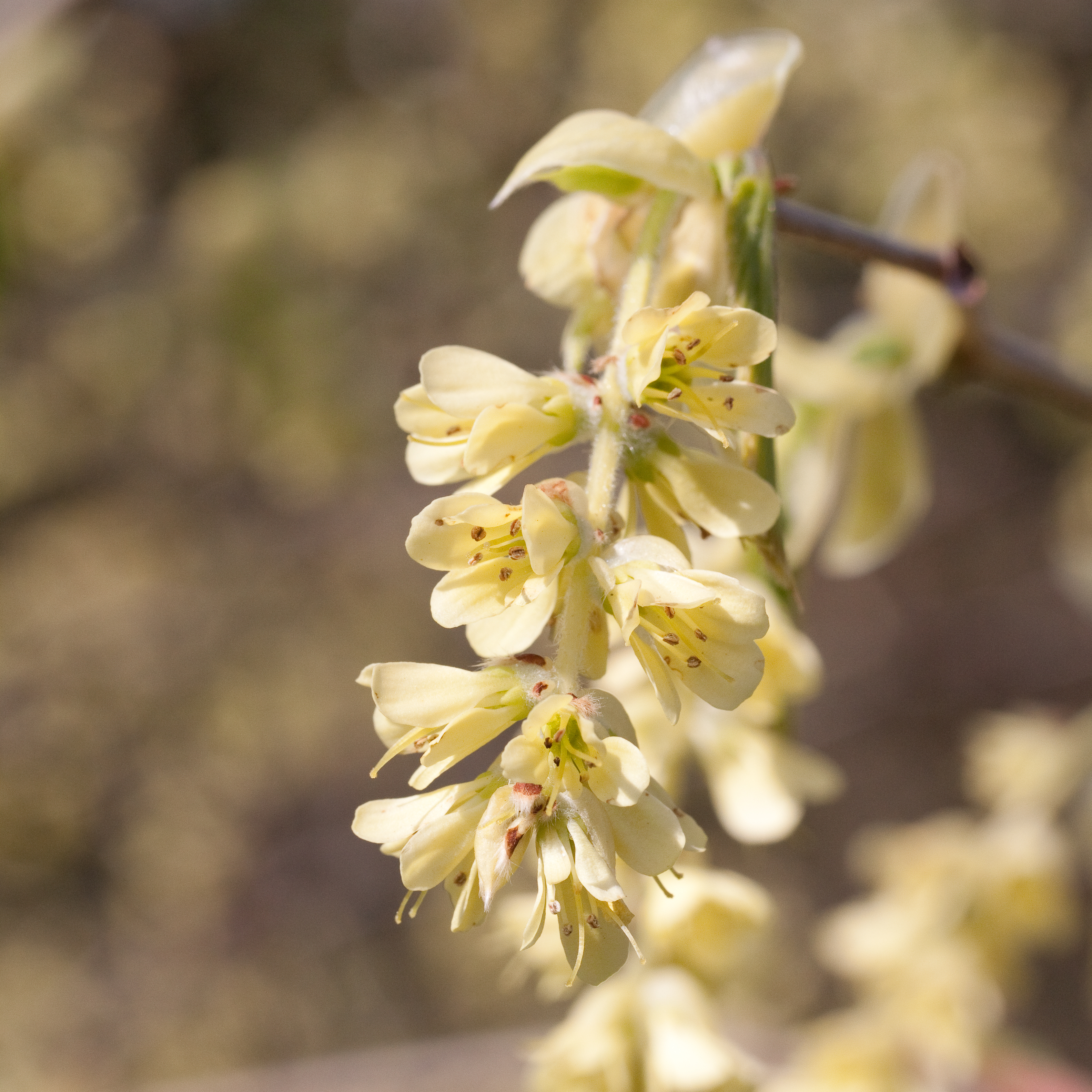
Infiorescenza di C. glabrescens.

## Descrizione
I fusti sono sottili e raggiungono un'altezza di 4 m con una chioma del diametro di 4 m.